# 살완 모미카
살완 사바 마티 모미카(아랍어: سلوان صباح متَّى موميكا, 고대 시리아어: ܣܠܘܢ ܨܒܚ ܡܬܝ ܡܘܡܝܟܐ, 1986년 6월 23일 ~ 2025년 1월 29일)는 이라크 난민이자 인민동원군 (PMF)의 전 준군사 조직원이었다. 스웨덴에 거주하는 동안 이슬람 반대 운동가로 알려졌으며, 대중 시위대를 조직하여 쿠란을 불태우고 모독했다. 살완 모미카는 2025년 1월 29일 틱톡으로 생중계하는 동안 총상으로 살해되었다.